# Maszrafat al-Buwajdatajn
Maszrafat al-Buwajdatajn (arab. ‏مشرفة البويضتين‎) – wieś w Syrii, w muhafazie Aleppo, w dystrykcie Dżabal Siman. W 2004 roku liczyła 188 mieszkańców.